# Станція 19
«Станція 19» (англ. Station 19) — американський бойовик і драматичний телесеріал, створений Стейсі Маккі для ABC, прем’єра якого відбулася 22 березня 2018 року. Це другий спін-офф «Анатомії Грей» (після «Приватної практики»). Дія серіалу розгортається в Сіетлі та розповідає про життя чоловіків і жінок у пожежній станції Сіетла 19. 
Стейсі Маккі, Шонда Раймс, Бетсі Бірс і Періс Барклі виступають виконавчими продюсерами серіалу. Його виробляють Shondaland і ABC Signature, а Маккі виступає шоураннером протягом перших двох сезонів, пізніше її замінює Кріста Вернофф з третього сезону.
11 травня 2018 року ABC продовжив серіал на другий сезон. Прем'єра другого сезону відбулася 4 жовтня 2018 року. 19 жовтня 2018 року було оголошено, що ABC замовила повний сезон для другого сезону. 10 травня 2019 року серіал було продовжено на третій сезон, прем’єра якого відбулася 23 січня 2020 року з Крістою Вернофф у ролі шоураннера. 11 березня 2020 року серіал було продовжено на четвертий сезон, прем’єра якого відбулася 12 листопада 2020 року. 10 травня 2021 року ABC продовжила серіал на п’ятий сезон, прем’єра якого відбулася 30 вересня 2021 р. 11 січня 2022 р. ABC продовжила серіал на шостий сезон, прем’єра якого відбулася 6 жовтня 2022 р. 20 квітня 2023 р. ABC продовжила серіал на сьомий сезон із Зоанн Клак і Пітером Пейджем, які виступають новими шоураннерами та виконавчими продюсерами. Прем'єра сьомого сезону запланована на 14 березня 2024 року. 8 грудня 2023 року було оголошено, що сьомий сезон стане останнім.

## Сюжет
Серіал розповідає про групу пожежників Сіетлської пожежної служби на станції 19 від капітана до найновішого новобранця в їх особистому та професійному житті.

## Актори та персонажі
| Джайна Лі Ортіз     | Андреа "Енді" Геррера     | Постійно | Постійно | Постійно   | Постійно   | Постійно   | Постійно | Постійно |          |          |          |          |          |
| Джейсон Джордж      | л-р Бенжамін "Бен" Воррен | Постійно | Постійно | Постійно   | Постійно   | Постійно   | Постійно | Постійно |          |          |          |          |          |
| Баррет Досс         | Вікторія "Вік" Г'юз       | Постійно | Постійно | Постійно   | Постійно   | Постійно   | Постійно | Постійно |          |          |          |          |          |
| Даніель Савре       | Мая Бішоб                 | Постійно | Постійно | Постійно   | Постійно   | Постійно   | Постійно | Постійно |          |          |          |          |          |
| Грей Деймон         | Джек Гібсон               | Постійно | Постійно | Постійно   | Постійно   | Постійно   | Постійно | Постійно |          |          |          |          |          |
| Альберт Фрезза      | Раян Таннер               | Постійно | Постійно | Періодично |            |            |          |          |          |          |          |          |          |
| Джей Гайден         | Тревіс Монтгомері         | Постійно | Постійно | Постійно   | Постійно   | Постійно   | Постійно | Постійно |          |          |          |          |          |
| Окіеріете Онаодван  | Дін Міллер                | Постійно | Постійно | Постійно   | Постійно   | Постійно   |          |          |          |          |          |          |          |
| Мігель Сандован     | Прюїт Геррера             | Постійно | Постійно | Постійно   | Гість      |            |          |          |          |          |          |          |          |
| Борис Коджо         | Роберт Салліван           |          | Постійно | Постійно   | Постійно   | Постійно   | Постійно | Постійно |          |          |          |          |          |
| Стефанія Спампінато | л-рка Каріна ДеЛука       |          |          | Періодично | Постійно   | Постійно   | Постійно | Постійно |          |          |          |          |          |
| Карлос Міранда      | Тео Руїз                  |          |          |            | Періодично | Постійно   | Постійно | Постійно |          |          |          |          |          |
| Джош Рендалл        | Шон Беккет                |          |          |            |            | Періодично | Постійно | Постійно | Постійно | Постійно | Постійно | Постійно | Постійно |
| Мерл Дендрідж       | Наташа Росс               |          |          |            |            | Періодично | Постійно | Постійно | Постійно | Постійно | Постійно | Постійно | Постійно |
| Пет Хілі            | Майкл Діксон              |          |          | Періодично | Періодично | Гість      | Постійно |          |          |          |          |          |          |

## Список сезонів
| Сезон            | Епізоди          | Епізоди          | Оригінальний показ | Оригінальний показ |
| Сезон            | Епізоди          | Епізоди          | Перший показ       | Останній показ     |
| ---------------- | ---------------- | ---------------- | ------------------ | ------------------ |
| Вбудований пілот | Вбудований пілот | Вбудований пілот | 1 березня 2018     | 1 березня 2018     |
| 1                | 10               | 10               | 22 березня 2018    | 17 травня 2018     |
| 2                | 17               | 17               | 4 жовтня 2018      | 16 травня 2019     |
| 3                | 16               | 16               | 23 січня 2020      | 14 травня 2020     |
| 4                | 16               | 16               | 12 листопада 2020  | 3 червня 2021      |
| 5                | 18               | 18               | 30 вересня 2021    | 19 травня 2022     |
| 6                | 18               | 18               | 6 жовтня 2022      | 18 травня 2023     |
| 7                | 10               | 10               | 14 березня 2024    | 30 травня 2024     |